# Eudyptes sclateri
Eudyptes sclateri là một loài chim trong họ Spheniscidae.
Đây là loài chim cánh cụt bản địa New Zealand. Chúng sống trên Bounty và quần đảo Antipodes, nhưng có cá thể đã được tìm thấy xa đến tận quần đảo Falkland.
Số lượng quần thể đã giảm trong vài thập kỷ qua của thế kỷ 20, và Liên minh Bảo tồn Thiên nhiên Quốc tế đã liệt kê loài này là "đang bị đe dọa".
Đây là một con chim cánh cụt nhỏ, có mào vàng, màu đen và trắng, cao 50–70 cm (20–28 in) và nặng 2,5–6 kg (5,5–13,2 lb). Như trong tất cả các loài chim cánh cụt, con đực lớn hơn một chút so với con cái và những con chim nặng nhất trước khi thay lông. Chúng có màu đen hơi xanh với các phần trên lưng màu đen và các phần dưới màu trắng, và một dải lông mày màu vàng sáng, rộng mở rộng trên mắt để tạo thành một đỉnh mào ngắn, dựng đứng.

## Hình ảnh

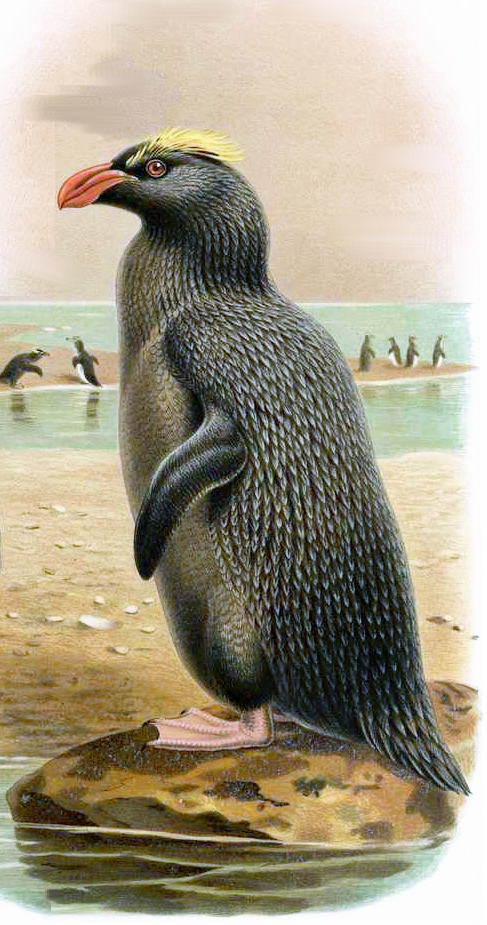
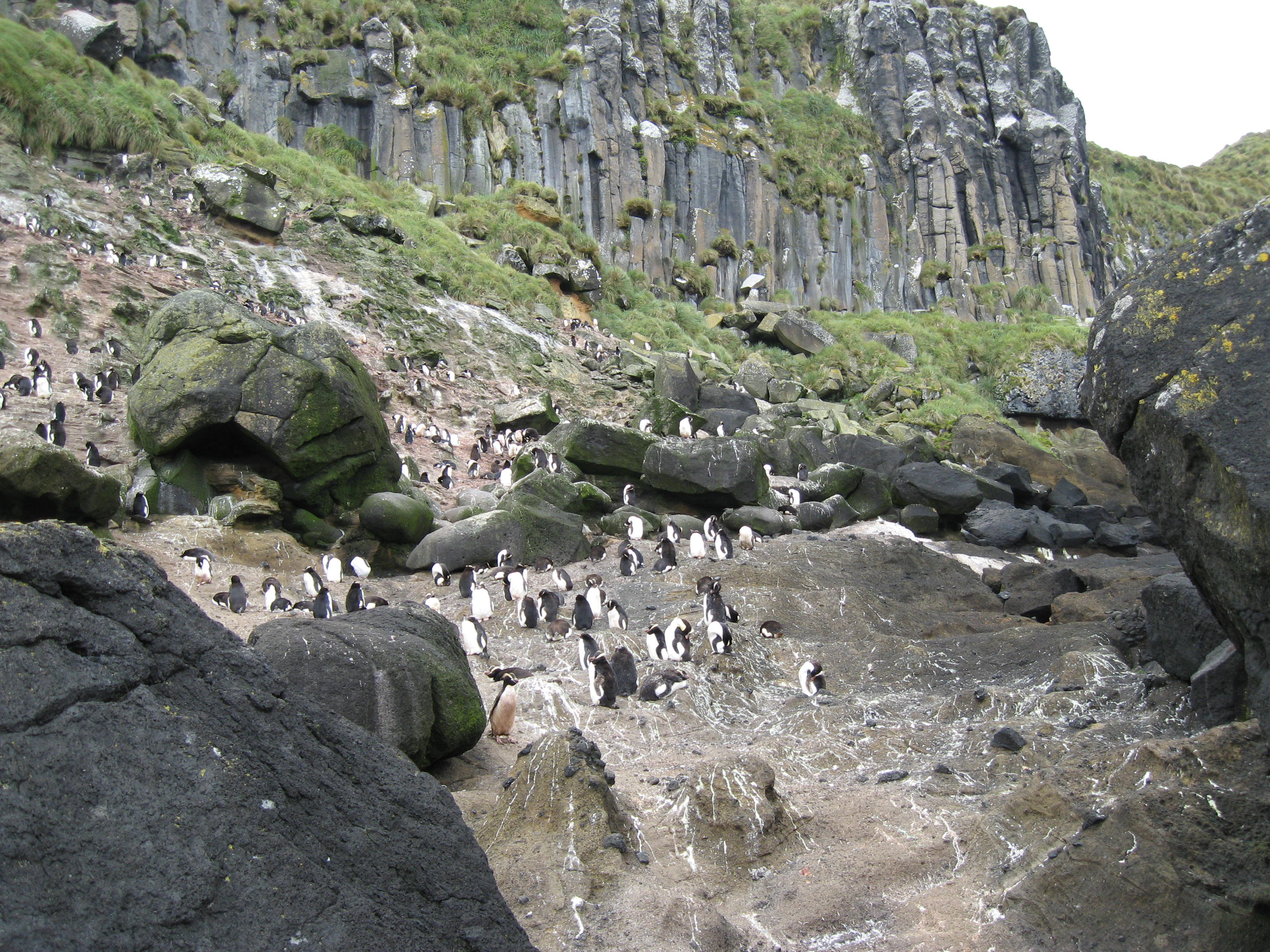
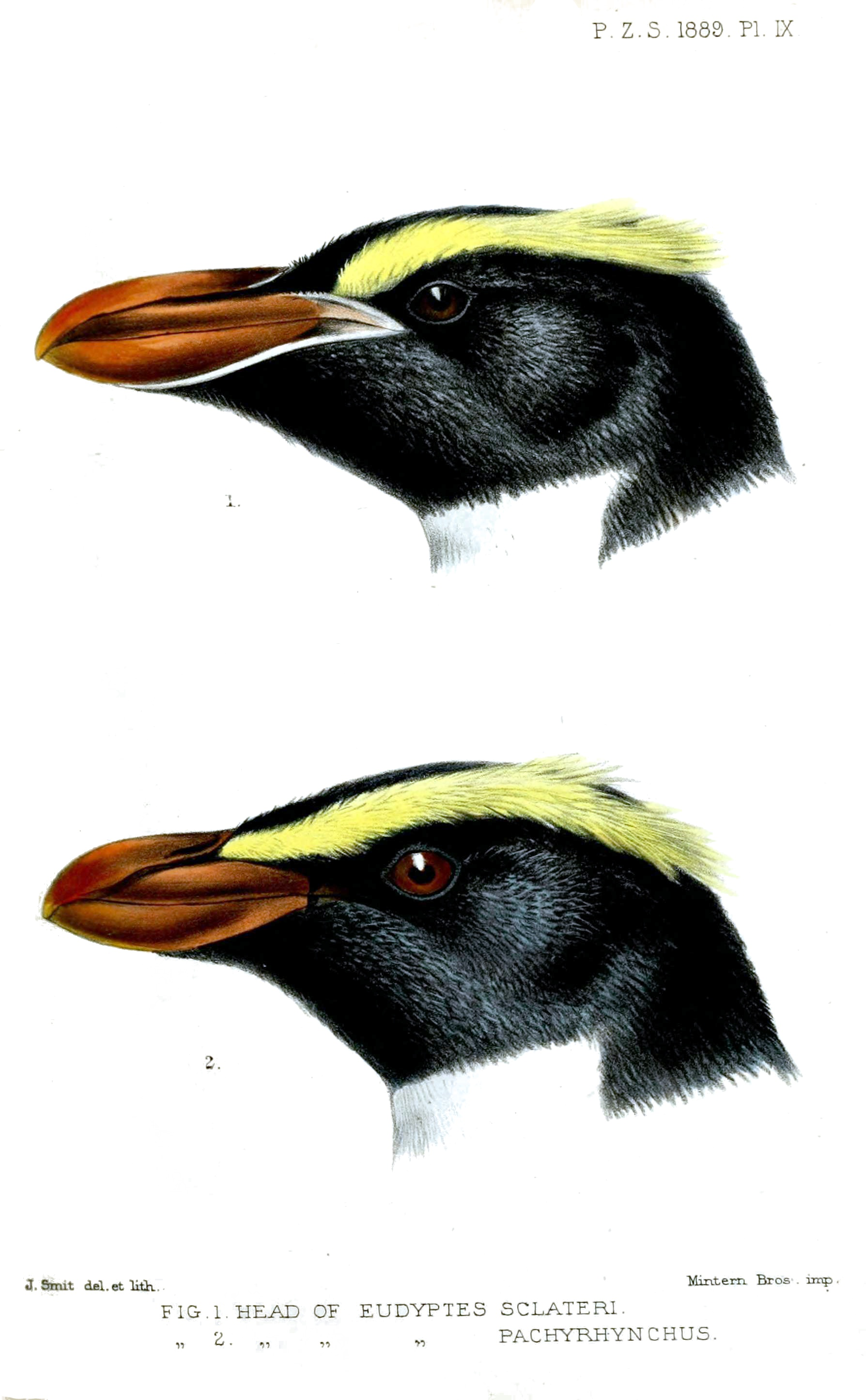